# 아사히 신문사

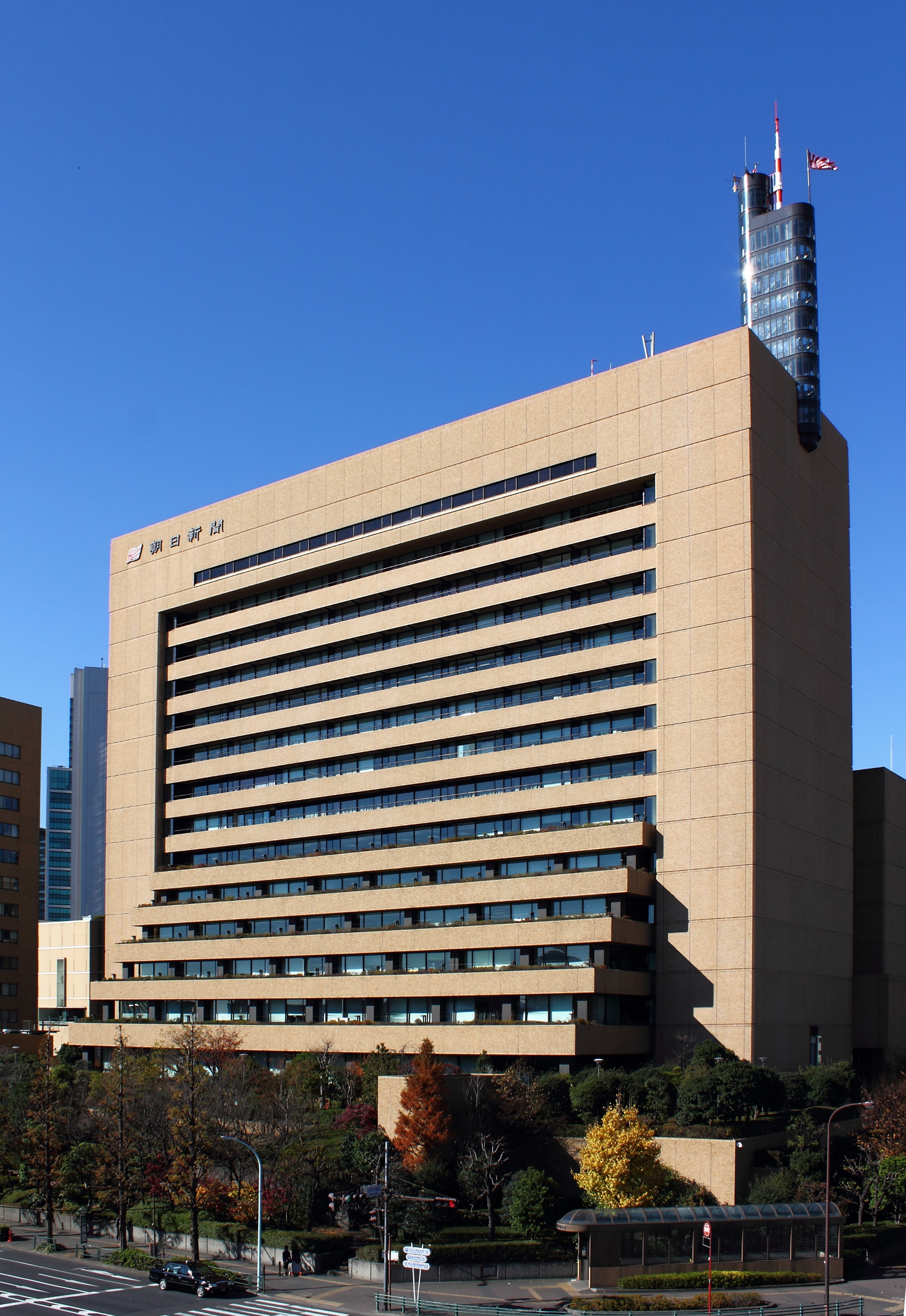

주식회사 아사히 신문사(조일 신문사일본어: 朝日新聞社 아사히신분샤[*])는 아사히 신문을 발행하는 신문사이다.

## 같이 보기
- 후나바시 요이치(일본어판): 아사히 신문기자 출신의 저널리스트겸 국제정세 전문가
- 요미우리 신문